# مايك بيروب
مايك بيروب هو لاعب هوكي جليد كندي، ولد في 20 مايو 1988 في إدمونتون في كندا.

## وصلات خارجية
- مايك بيروب على موقع دوري الهوكي الوطني (الإنجليزية)
- مايك بيروب على موقع EliteProspects.com (الإنجليزية)
- مايك بيروب على موقع HockeyDB.com (الإنجليزية)